# Eu, a Vó e a Boi
Eu, a Vó e a Boi é uma série de televisão brasileira produzida pelos Estúdios Globo e lançada exclusivamente pelo serviço de streaming Globoplay em 29 de novembro de 2019. Escrita por Miguel Falabella e Eduardo Hanzo, com colaboração de Flávio Marinho e Ana Quintana, direção de Mariana Richard e direção geral e artística de Paulo Silvestrini.
Conta com Arlete Salles, Vera Holtz, Daniel Rangel, Valentina Bulc, Alessandra Maestrini, Danielle Winits, Marco Luque e Stella Miranda nos papéis principais.

## Produção
Em 2017, Eduardo Hanzo postou uma sequência de tweets onde contava a história das brigas de sua vó e sua vizinha, chamada por sua vó de "boi". As histórias repercutiram na internet e acabaram sendo vistas por Glória Perez, que levou a história até Miguel Falabella. Meses em seguida a história acabou por ser aceita e passou a ser produzida. Recebeu algumas mudanças do "enredo original" para tornar a história contada de um outro ponto de vista.
As gravações da série começaram a ser rodadas em julho de 2019, terminando em outubro. Ocorreram nos Estúdios Globo.

### Escolha do elenco
Susana Vieira foi inicialmente escalada para viver Yolanda, porém como a atriz foi chamada para interpretar Tia Emília na novela Éramos Seis, deixou o papel, sendo substituída por Vera Holtz. Danielle Winits foi chamada para interpretar Norma em fevereiro de 2019. Em março, Daniel Rangel foi confirmado como protagonista da série. Valentina Bulc, Matheus Braga, Bella Piero e Otávio Augusto também foram confirmados no elenco, porém sem terem seus papéis divulgados. Alessandra Maestrini foi confirmada para viver a policial Rocha.

## Enredo
Eu, a Vó e a Boi é uma história de inimizade de mais de 60 anos. Uma guerra declarada entre duas vizinhas capazes de tudo para prejudicar a vida uma da outra. De um lado, Turandot (Arlete Salles) e do outro, Yolanda (Vera Holtz), a “Boi”. Ao concluir que "vaca" está fora de moda, Turandot passa a chamar sua vizinha e inimiga de "Boi". Ninguém sabe exatamente como tudo começou, mas já aposentadas, viúvas e, portanto, dispondo de tempo livre o suficiente nas mãos, nenhuma delas tem a menor intenção de propor um tratado de paz. Separadas por uma vala que praticamente materializa a aura de ódio e rancor entre as vizinhas, vivem frente a frente as famílias das duas. Por ali, ninguém escapa ileso dos boicotes diários praticados pelas matriarcas. Quando Norma (Danielle Winits) e Montgomery (Marco Luque), filhos das rivais, se apaixonam perdidamente, tudo parece sentenciado ao caos eterno. Em meio a esse embate, o neto em comum, Roblou (Daniel Rangel), tenta sobreviver ao ambiente hostil onde foi criado e se agarra à única oportunidade que encontra em seu caminho: Demimur (Valentina Bulc), menina cheia de sonhos com quem descobre as alegrias e as dores do amor.

## Episódios
| Temporada | Temporada | Episódios | Canal     | Lançamento             |
| --------- | --------- | --------- | --------- | ---------------------- |
|           | 1         | 6         | Globoplay | 29 de novembro de 2019 |

## Exibição
Foi exibida pelo GNT de 4 até 9 de janeiro de 2021.
Foi exibida pela TV Globo de 22 até 26 de novembro de 2021, em 5 episódios duplos nas madrugadas de segunda a sexta, dentro do Corujão.

## Elenco
| Intérprete           | Personagem              |
| -------------------- | ----------------------- |
| Arlete Salles        | Turandot Gazebo         |
| Vera Holtz           | Yolanda Andrade (Boi)   |
| Daniel Rangel        | Roblou Gazebo Andrade   |
| Valentina Bulc       | Demimur Cabello         |
| Alessandra Maestrini | Ardósia Rocha (Rocha)   |
| Danielle Winits      | Norma Gazebo            |
| Marco Luque          | Montgomery Andrade      |
| Otávio Augusto       | Orlando                 |
| Stella Miranda       | Mary Tyler da Cunha     |
| Eliana Rocha         | Belize Bangalow         |
| Magno Bandarz        | Marlon Andrade          |
| Matheus Braga        | Matdilou Gazebo Andrade |
| Paula Cohen          | Milagros                |
| Giovana Zotti        | Celeste Aída Gazebo     |
| Edgar Bustamante     | Josimar Cabello         |
| Josie Antello        | Rondha Tyler da Cunha   |
| Bella Piero          | Bruque Tyler da Cunha   |
| Adriano Tunes        | Saporé                  |
| Cleto Baccic         | Rosalvo Lebrão          |
| Alexandre Barbalho   | Dimundo                 |
| Bruno Coman          | Cosmian                 |

### Participações especiais
| Intérprete    | Personagem   |
| ------------- | ------------ |
| Malu Valle    | Rosa         |
| Leonardo José | Sugar Daddy  |
| Ruben Gabira  | Apresentador |